# Notopleura crassa
Notopleura crassa là một loài thực vật có hoa trong họ Thiến thảo. Loài này được (Benth.) C.M.Taylor mô tả khoa học đầu tiên năm 2001.